# Fleckner
Der Fleckner ist ein 2331 m hoher Berg im Südtiroler Teil der Stubaier Alpen. Er befindet sich zwischen dem westlich gelegenen Saxner (2358 m) und dem östlich gelegenen Fasnachter (2268 m) im Kamm, der das Ratschingstal von Passeier trennt. Über den Gipfel verläuft die Gemeindegrenze zwischen St. Leonhard in Passeier und Ratschings. Er ist durch einen Wanderweg erschlossen und ist im Winter ein Ziel von Skitourengehern.